# Jean-Baptiste Rey
Jean-Baptiste Rey, född den 18 december 1734 i Lauzerte, död den 15 juli 1810 i Paris, var en fransk tonsättare.
Rey blev förste kapellmästare vid stora operan i Paris 1781, en befattning som han innehade till sin död. Han komponerade operor samt efterlämnade i manuskript mässor och motetter.